# Cynthiacetus
Genre
Espèces de rang inférieur
- † Cynthiacetus peruvianus
- † Cynthiacetus maxwelli

Cynthiacetus est un genre fossile de baleines primitives appartenant à la famille des Basilosauridae, dont les représentants furent retrouvés sur les côtes pacifiques des États-Unis et du Pérou.

## Description

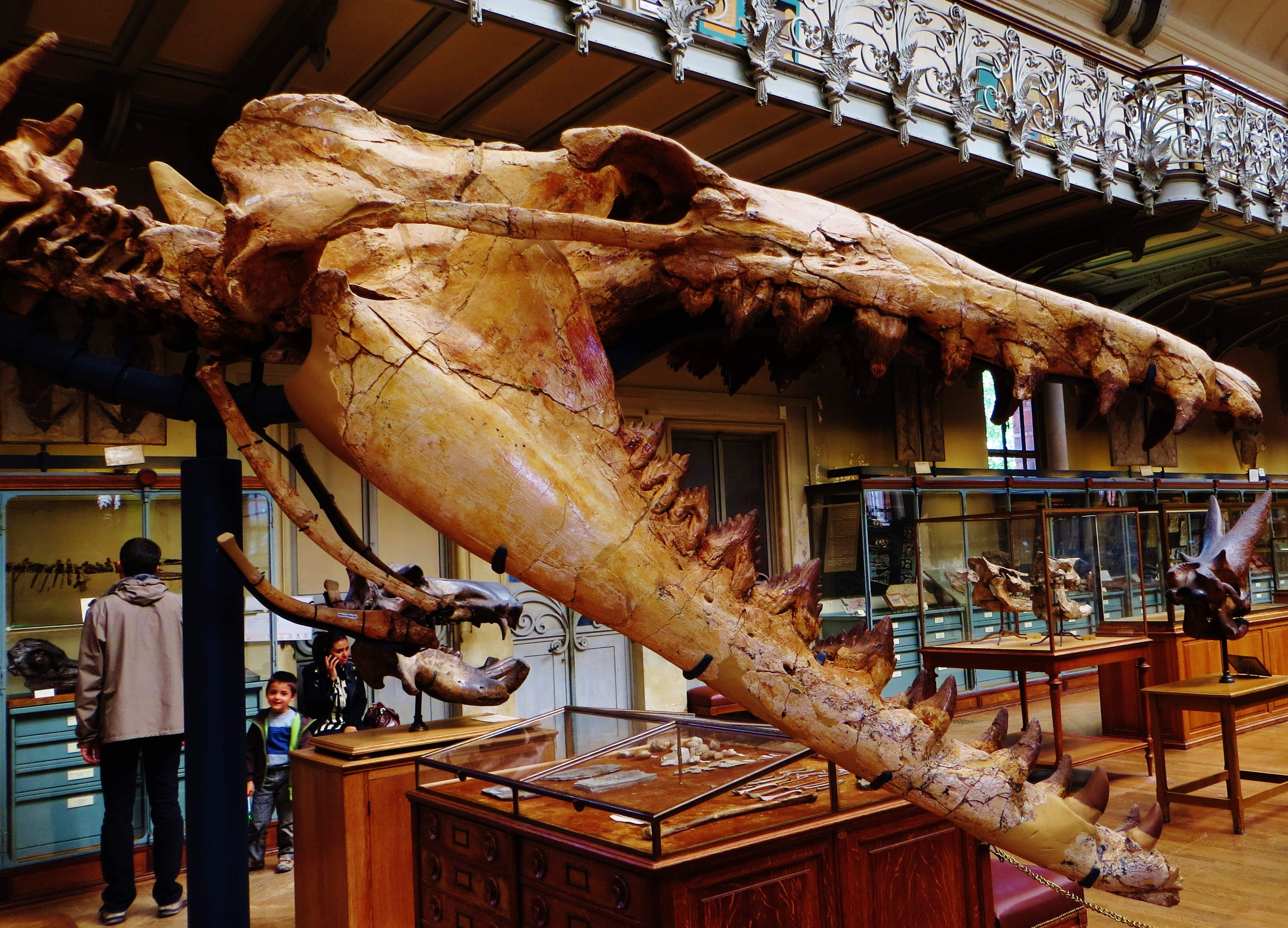
Crâne de Cynthiacetus peruvianus, exposé au Muséum national d'histoire naturelle de Paris.

Le crâne des membres de Cynthiacetus ressemble fortement aux crânes de Basilosaurus, bien que Cynthiacetus ne possède pas de vertèbres allongées. Le Cynthiacetus est de taille moyenne comparé à d'autres basilosauridés, étant plus petit que le Masracetus, mais plus grand que le Saghacetus,.

## Découverte et répartition
Afin d'éviter un nomen dubium, le genre Cynthiacetus fut créé en 2005 par Mark Uhen lors de la découverte du premier spécimen au Mississippi. D'autres squelettes incomplets sont également trouvés en Alabama, en Géorgie, en Floride, en Caroline du Nord et en Égypte[réf. nécessaire].
L'espèce Cynthiacetus peruvianus, première espèce de Basilosauridae découverte en Amérique du Sud, diffère de Cynthiacetus maxwelli par le nombre de vertèbres thoraciques, présentes en plus grand nombre dans l'espèce péruvienne, ainsi que par le nombre de cuspides au niveau des prémolaires inférieures. 
Ces fossiles datent d'il y a 41,3 à 33,9 millions d'années, durant l'Éocène supérieur.

### Articles
- (en) Philip D. Gingerich, « Stromerius nidensis, new archaeocete (Mammalia, Cetacea) from the Upper Eocene Qasr El-Sagha Formation, Fayum, Egypt », Contributions from the Museum of Paleontology, vol. 31, no 13,‎ 2007, p. 363-378 (lire en ligne).
- (en) Mark Uhen, « A new genus and species of archaeocete whale from Mississippi », Southeastern Geology, vol. 43,‎ 2005, p. 157-172 (lire en ligne).
- (en) Manuel Martínez-Cáceres et Christian de Muizon, « A new basilosaurid (Cetacea, Pelagiceti) from the Late Eocene to Early Oligocene Otuma Formation of Peru », Comptes Rendus Palevol,‎ 2 mai 2011, p. 517-526 (lire en ligne).
- (en) Manuel Martinez-Cacerès, Olivier Lambert et Christian de Muizon, « The anatomy and phylogenetic affinities of Cynthiacetus peruvianus, a large Dorudon-like basilosaurid (Cetacea, Mammalia) from the late Eocene of Peru », Geodiversitas,‎ 2017 (lire en ligne)
- (en) Christian de Muizon, « L’origine et l’histoire évolutive des Cétacés », Palevol,‎ 8 juillet 2008 (lire en ligne)

### Ouvrages
- (en) William F. Perrin, Bernd Würsig et J.G.M. Thewissen, Encyclopedia of Marine Mammals, Academic Press, 2009, 1352 p. (lire en ligne), p. 93.
- (en) Johannes Thewissen, The Emergence of Whales: Evolutionary Patterns in the Origin of Cetacea, Springer Science+Business Media, 13 novembre 2013, 2e éd. (1re éd. 31 octobre 1998), 477 p. (ISBN 9781489901590, lire en ligne).